# Nigers regioner
Niger er inddelt i syv regioner og et hovedstadsdistrikt (Niamey). Regionerne er inddelt i 36 departementer (départements) som igen er inddelt i 265 kommuner (communes).
| #  | Regioner           | Hovedstad | Areal (km²) | Indbyggere (2004) |
| -- | ------------------ | --------- | ----------- | ----------------- |
| 1. | Agadez             | Agadez    | 634.209     | 344.916           |
| 2. | Diffa              | Diffa     | 140.216     | 362.216           |
| 3. | Dosso              | Dosso     | 31.002      | 1.625.174         |
| 4. | Maradi             | Maradi    | 38.581      | 2.419.513         |
| 5. | Hovedstadsregionen | Niamey    | 670         | 741.610           |
| 6. | Tahoua             | Tahoua    | 106.677     | 2.096.547         |
| 7. | Tillaberi          | Tillaberi | 89.623      | 2.041.876         |
| 8. | Zinder             | Zinder    | 145.430     | 2.224.880         |

## Eksterne kilder og henvisninger
1. ↑  Institut National de la Statistique du Niger

- Statoids

- Wikimedia Commons har flere filer relateret til Nigers regioner